# ایزوپروپیل استات
ایزوپروپیل استات (به انگلیسی: Isopropyl acetate) یک ترکیب شیمیایی است.